# Maaike Croket
Maaike Croket (1988) is een Belgisch voormalig acro-gymnaste. 

## Levensloop
Croket behaalde samen met Corinne Van Hombeeck en Soen Geirnaert brons op de Europese kampioenschappen van 2007. Op het EK van 2009 behaalde ze samen met Eloise Vanstaen en Corinne Van Hombeeck brons in de disciplines 'tempo' en 'balans' bij de 'dames trio' .